# Вальдеморо
Вальдеморо (ісп. Valdemoro) — муніципалітет в Іспанії, у складі автономної спільноти Мадрид. Населення — 65 922 особи (2010).
Муніципалітет розташований на відстані близько 25 км на південь від Мадрида.
На території муніципалітету розташовані такі населені пункти: (дані про населення за 2010 рік)
- Вальдеморо: 65922 особи
- Сентро-Пенітенсіаріо-Мадрид III: 0 осіб

## Демографія
Динаміка населення (INE ):

## Галерея зображень

Розташування муніципалітету у автономній спільноті Мадрид
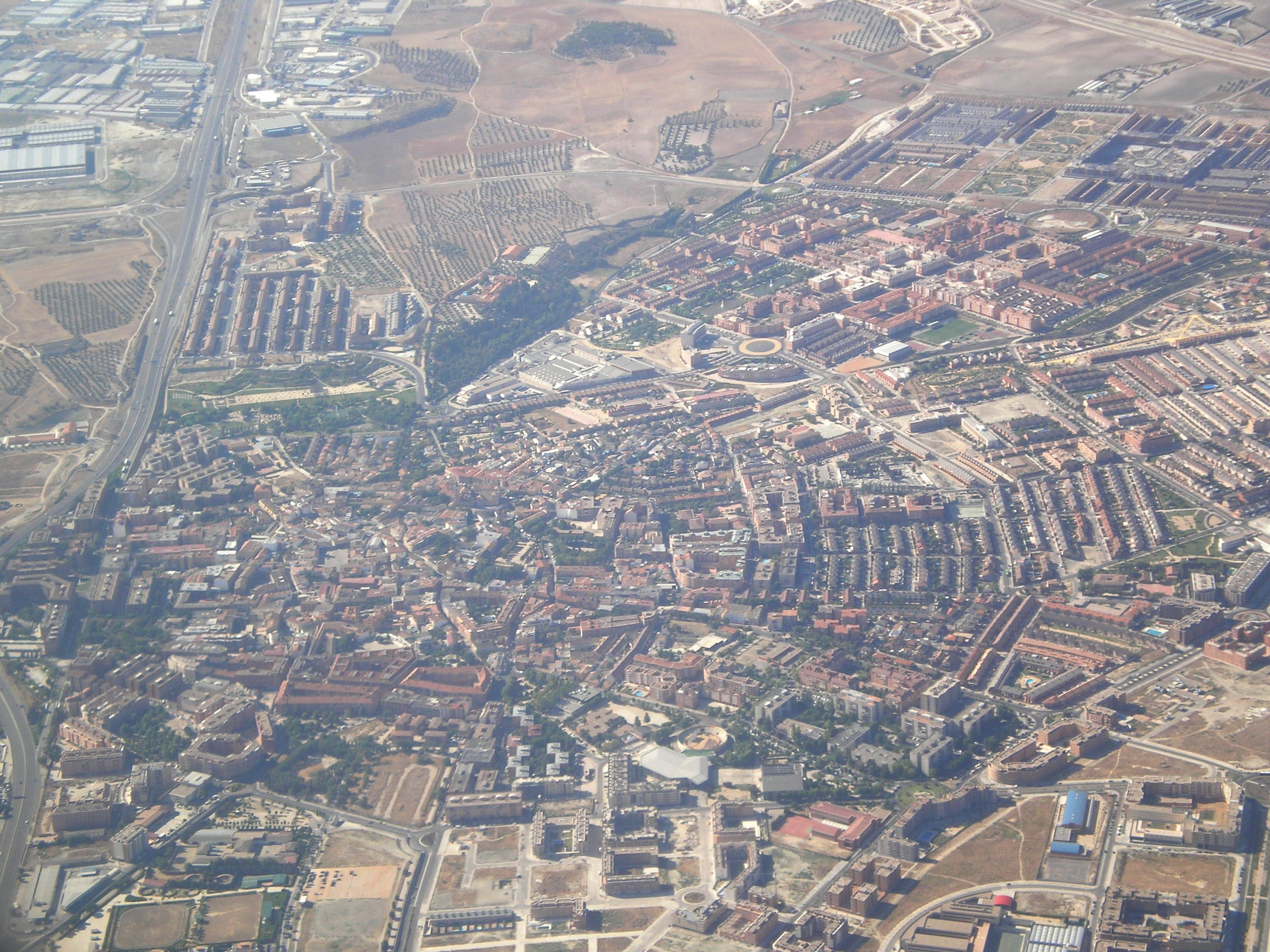
Місто згори
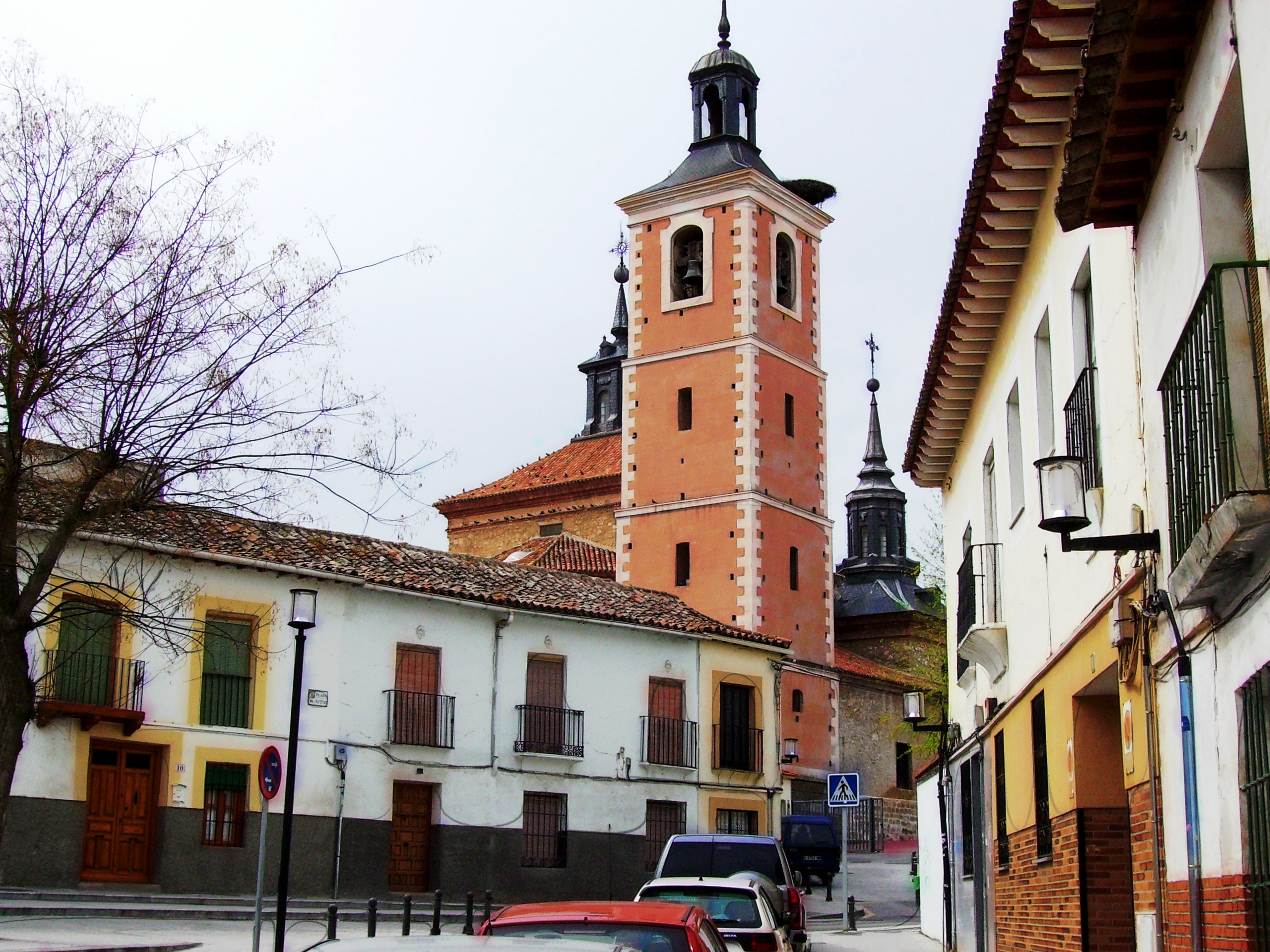
Дзвіниця парафіяльної церкви
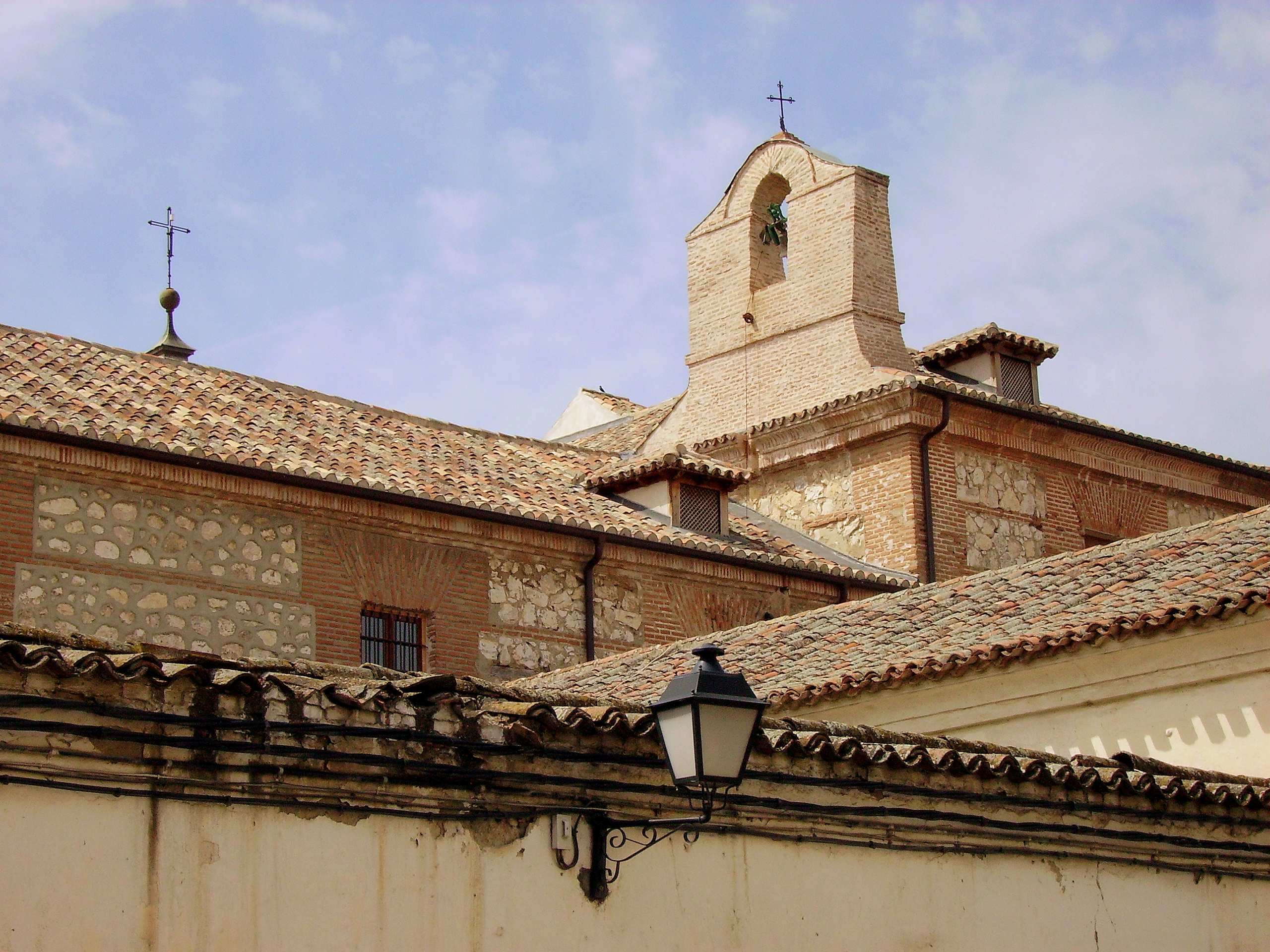
Дзвін монастиря Санта-Клара